# Euxitheos
Euxitheos (Εὐξίθεος, Signatur Ευχσιθεος εποιεσεν) war ein griechischer Töpfer in Athen am Ende des 6. Jahrhunderts v. Chr.

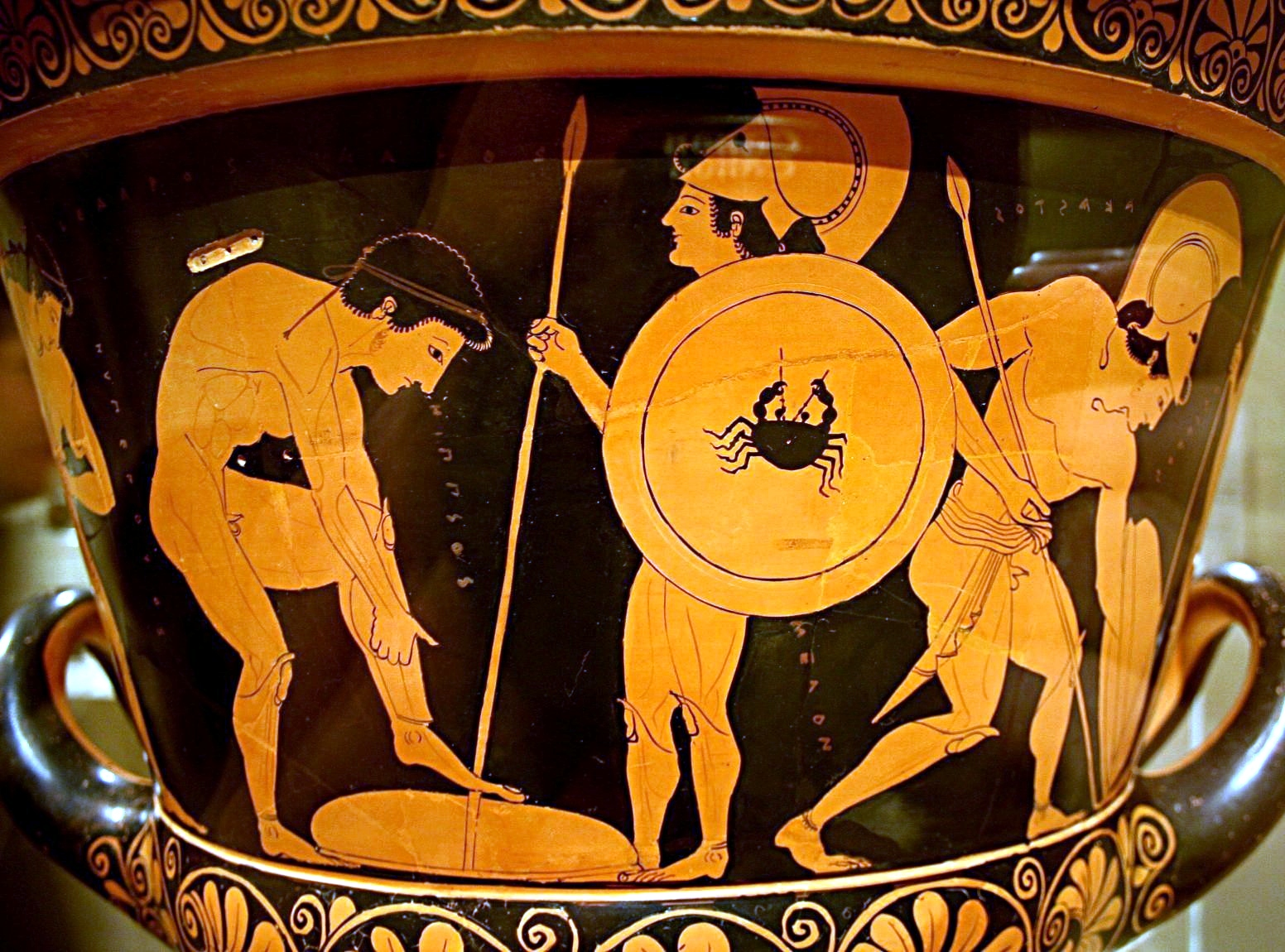
Teilansicht der Rückseite des Sarpedonkraters

Euxitheos war der Besitzer einer Werkstatt, in der vorrangig Schalen und Kratere hergestellt wurden. Alle seine heute noch erhaltenen Werke sind in Etrurien gefunden worden, da dorthin ein Großteil der attischen Produktion exportiert wurde.
Euxitheos beschäftigte in seiner Werkstatt einige namhafte Vasenmaler, darunter Euphronios. Nicht zuletzt mit diesem versuchte er neue Formen der Darstellungen auf Krateren zu entwickeln. Ursprünglich vom Töpfer und schwarzfigurigen Vasenmaler Exekias erfunden, passten beide den Stil an die neuen Ansprüche der rotfigurigen Vasenmalerei an. Als Krönung ihrer gemeinsamen Arbeit gilt der um 515 v. Chr. entstandene Sarpedonkrater, den beide Künstler signierten.
Ein weiterer bedeutender Vasenmaler, der in Euxitheos’ Werkstatt arbeitete, war Oltos. Dieser bemalte zwei Schalen sowie eine Amphora des Euxitheos.

## Werke
- Cerveteri, Museo Nazionale Archeologico, ehemals New York, Metropolitan Museum 1972.11.10: Volutenkrater, Euphronios ("Sarpedonkrater")
- Paris, Musee du Louvre G 33: Volutenkrater, Euphronios
- Berlin, Antikensammlung F 2264: Schale, Oltos
- London, British Museum E 258: Amphora, Oltos
- Tarquinia, Museo Nazionale Tarquiniese RC 6848: Schale, Oltos